# Loránfi Antal
Loránfi Antal, születési néven Wielnberger Antal (Kecskemét, 1856. szeptember 5. – Budapest, Erzsébetváros, 1927. április 16.) magyar szobrász.

## Élete
Wielnberger Károly és Schubert Amália (1823–1902) fiaként született. Felsőfokú tanulmányait a Budapesti Tudományegyetem Bölcsészettudományi Karán kezdte. 1879-től 1882-ig művészi ösztöndíjasként Edmund von Hellmer és Caspar von Zumbusch tanítványa volt a Bécsi Képzőművészeti Akadémián, majd hazatérve az Iparművészeti Iskolában a kisplasztika tanára lett. Növendéke volt például Beck Ö. Fülöp szobrász. Plaketteket, portrészobrokat, kisplasztikai munkákat készített. 1900–1901-ben a Képzőművészeti Főiskolán Gulácsy Lajos festő mestere volt.
Felesége Lipp Irén volt.